# Aphelinoidea anatolica
Aphelinoidea anatolica är en stekelart som beskrevs av Novicky 1936. Aphelinoidea anatolica ingår i släktet Aphelinoidea och familjen hårstrimsteklar. Inga underarter finns listade i Catalogue of Life.